# Obojena ptica
Obojena ptica (eng. The Painted Bird) kontroverzni je ratni roman koji je 1965. napisao poljski pisac Jerzy Kosiński. Radnja se vrti oko dječaka židovskog ili romskog podrijetla koji bježi iz sela u selo tijekom 2. svjetskog rata. Kosinski je godinama govorio kako je knjiga istinita priča o događajima koje je doživio u tom razdoblju, no poslije se ispostavilo da je zapravo cijeli rat proveo u jednoj katoličkoj obitelji.

## Radnja
U prvim tjednima 2. svjetskog rata, u jesen 1939. godine, roditelji su glavnoga junaka, šestogodišnjeg dječaka romskog ili židovskog porijekla, iz nekog velikog grada u istočnoj Europi otpremili u neko selo na sigurno. No usred rata izgubili su kontakt s čovjekom koji se brinuo za dječaka, a njegova je skrbnica umrla. Dječak je ostao sam i putovao od sela do sela kako bi našao smještaj.
Prvo je bio u kolibi Marte, starice koju je teško razumio i koja se nije kupala češće od dva puta godišnje, i to uglavnom s odjećom jer je smatrala da je ona najbolja obrana od bolesti. No onda se koliba zapalila s Martom u njoj, dok je dječak pobjegao. Kada je stigao u neko selo, stanovnici su se počeli rugati njegovoj crnoj kosi i izgledu te ga počeli bosti vilama i gađati kamenjem. Jedan ga je čovjek držao kao roba na svojem imanju, no onda ga je prodao Olgi, lokalnoj liječnici koja zna lijek za sve bolesti. No onda su ga seljaci bacili u mjehuru u rijeku i on je otplutao u neku šumu. Nakon toga se smjestio kod mlinara Ljubomora koji je unakazio jednog mladića kada je pogledao njegovu nemirnu ženu. Dječak je pobjegao i nastavio svoj put, smjestivši se kod Lecha, lovca koji je hvatao ptice i stavljao ih u kaveze. On je imao čudan odnos s mahnitalom Ljudmilom, ženom s kojom je spavao i koja je živjela u šumi. No nju su ubile druge žene jer je ljubovala s njihovim muškarcima.
Onda je stigao kod tesara koji ga je htio ugušiti u vreći, no dječak ga je prevario i rekao mu da zna za podrum gdje je skrivena oprema partizana. Kada je tesar pogledao u otvor, dječak je povukao uže za koje je bio svezan i bacio trsara unutra, gdje su ga napali štakori. Zatim je bio kod kovača i njegove žene, no našli su ga partizani i odlučili predati Nijemcima. Neki njemački vojnik dobio je naređenje likvidirati dječaka, no ipak ga je pustio da pobjegne u šumi. Dječak je tamo neko vrijeme živio dok nije našao ranjenog konja i odlučio ga vratiti nekom seljaku. Na nekoj svadbi dječak je bio svjedokom kako je jedan muškarac ubio drugoga nožem. Kada je u samoobrani udario drugog dječaka, gomila ga je počela progoniti, tako da je postavio eksploziju u kutu štaglja i pobjegao u šumu. Promatrao je tračnice koje su prevozile vlakove sa Židovima i oko kojih su bili leševi. Jedan seljak, Duga, našao je živu židovsku djevojku i odveo ju kući. Tamo je imao snošaj s njome, no ud mu je ostao je zaglavljen u njoj pa je zavikao upomoć dok mu stanovnici nisu pomogli da se rastavi. Dječak se našao na kamionu s nekim ranjenim čovjekom, no od Nijemaca ga je spasio neki svećenik i dao mu da živi kod seljaka Garbosa. Garbos je tukao dječaka svaki dan te ga vješao iznad krvoločnog psa. Kada je imao 10 godina, dječak je dobio zadatak biti ministrant u crkvi, no spotaknuo se i misal mu je ispao iz ruku tako da su ga ljuti stanovnici bacili u jamu za gnoj, a od šoka ostao je nijem.
Nakon toga je živio sa seljakom zvanim Makar, i njegovom kćeri Ewkom i sinom Antunom. Ewka je poticala dječaka da joj ljubi koljena, a zatim i druge intimne dijelove tijela. No onda je jednom prilikom vidio Ewku kako se gola podvukla ispod jarca, tako da je pobjegao. Dječak je doživio i druge bizarne avanture, dok nije upoznao Mitijku i Gavrilova, koji mu je obećao da će se on pobrinuti za njega ako ga ne nađu rođaci kada završi rat. Dječak je završio u domu za izgubljenu djecu gdje je upoznao Mučala, koji također nije govorio. Zajedno se se družili i doživjeli kraj rata. Nakon toga dječaka su našli njegovi roditelji i odveli ga kući. Na skijalištu mu se vratio dar govora.

## Reakcije
Arthur Miller i Ellie Wiesel knjigu su proglasili jednom od najbitnijih u tzv. literaturi Holokausta. Richard Kluger je izjavio: „Jedna od najbolje napisanih knjiga s dubokom iskrenošću i senzibilnošću… Jedna od najpotresnijih knjiga koje sam pročitao“. Cynthia Ozick je utvrdila kako je odmah prepoznala Kosinskijevu autentičnost kao Židova koji je preživio Holokaust. Pawel Dudziak je zaključio kako se radi o „Velikoj, ali kontroverznoj knjizi…Surealno djelo fikcije te ne predstavlja niti tvrdi da predstavlja stvarne događaje. Optužbe za anti-poljski predznak su ništa nego nesporazum knjige od onih koji su je uzeli predoslovno“.
Ipak, Iwo Cyprian Pogonowski, autor knjige „Poljska židovska povijest“ kritizirao je Kosinskog: „Knjigu su pročitali ljudi kod kojih je živjela obitelj Lewinkopf (Kosinski) tijekom rata. Oni su bili šokirani pričama napastovanja koje se nikada nisu dogodile. Prepoznali su imena židovske djece koju su oni štitili tijekom rata – djeca koja su preživjela zahvaljući njima sada su oslikana kao žrtve napastovanja…Kosinski je profitirao od Holokausta“.

## Optužbe za plagijat
Eliot Weinberg optuživao je Kosinskoga da nije pravi autor knjige jer tada nije znao dovoljno engleskog da bi bio sposoban napisati knjigu.
1982. Village Voice je objavio članak u kojem optužuje Kosinskoga za plagijat budući da je njegovo djelo derivirano od mnogih poljskih djela koja su nepoznata engleskim čitateljima. George Reavey, pjesnik i izdavač iz New Yorka, čak je tvrdio da je on napisao „Obojenu pticu“, a ne Kosinski. Austen Olney, izdavač Houghtona Mifflina koje je objavilo knjigu, branio je Kosinskoga i utvrdio kako „konzistentnost u ugođaju svih njegovih knjiga daje dovoljno dokaza da ih je sve napisao Kosinski osobno“.

## Vanjske poveznice
- Obojena ptica - esej  Arhivirana inačica izvorne stranice od 8. kolovoza 2007. (Wayback Machine)
- Amazon.com – Obojena ptica
- Enotes.com – Obojena ptica – sinopsis i esej  Arhivirana inačica izvorne stranice od 27. rujna 2007. (Wayback Machine)
- Time – 100 najboljih romana  Arhivirana inačica izvorne stranice od 15. kolovoza 2007. (Wayback Machine)